# اندی ویلمن
اندرو "اندی" ویلمن (انگلیسی: Andy Wilman؛ زادهٔ ۱۶ اوت ۱۹۶۲ ‏(۶۲ سال)) یک تهیه‌کننده تلویزیونی اهل بریتانیا است. وی از سال ۱۹۹۴ میلادی تاکنون مشغول فعالیت بوده‌است. او بیشتر برای تهیه‌کنندگی برنامه تور بزرگ  شناخته شده است.